# Cope-Umlagerung

Abb. 1: Cope-Umlagerung von 1,5-Hexadien

Abb. 2: Cope-Umlagerung der meso-Form eines 3,4-disubstituierten 1,5-Hexadiens.

Abb. 3: Cope-Umlagerung des Racemats eines 3,4-disubstituierten 1,5-Hexadiens.

Abb. 4: Synthese eines siebengliedrigen Carbocyclus durch Ringerweiterung.

Abb. 5: Synthese eines achtgliedrigen Carbocyclus durch Ringerweiterung.

Abb. 6: Entartete Cope-Umlagerung bei 3,4-Homotropiliden

Abb. 7: Verbindungen mit 1,5-Hexadien-Strukturelement (1 Bullvalen, 2 Barbaralan, 3 Hypostrophen)

Die Cope-Umlagerung ist eine Reaktion aus dem Bereich der Organischen Chemie, die auf den US-amerikanischen Chemiker Arthur C. Cope (1909–1966) zurückgeht. Sie ist die erste entdeckte Festphasensynthese innerhalb der organischen Chemie. Es handelt sich um eine reversible thermische Isomerisierung von 1,5-Dienen und gehört zu den pericyclischen Reaktionen. Die Cope-Umlagerung ist eine sigmatrope [3,3] Verschiebung.

## Beispiele
In Abb. 1 ist die Reaktion am Beispiel von 1,5-Hexadien illustriert. Die Cope-Umlagerung von unsubstituiertem 1,5-Hexadien liefert wieder 1,5-Hexadien. Dies ist ein Beispiel für eine entartete Reaktion, bei der Edukt und Produkt identisch sind.
In Abb. 2 ist die Umlagerung der meso-Form eines 3,4-disubstituierten 1,5-Hexadiens beschrieben; Abb. 3 zeigt die Umlagerung des Racemats eines 3,4-disubstituierten 1,5-Hexadiens. Die Reaktion läuft also stereospezifisch und stereoselektiv ab. Beispiele zur Synthese großer Ringe finden sich in Abb. 4 und Abb. 5.
Weitere Verbindungen, die das Phänomen der entarteten Cope-Umlagerung zeigen, sind 3,4-Homotropiliden (Abb. 6), die überbrückten Homotropiliden-Derivate Bullvalen und Barbaralan, sowie Hypostrophen (Abb. 7). Man bezeichnet diese Moleküle mit fluktuierenden Bindungen als Valenztautomere.

## Ähnliche Reaktionen
- Diaza-Cope-Umlagerung
- Claisen-Umlagerung (Oxa-Cope-Umlagerung)

## Weiterführende Literatur
- Arthur C. Cope, Elizabeth M. Hardy: The Introduction of Substituted Vinyl Groups. V. A Rearrangement Involving the Migration of an Allyl Group in a Three-Carbon System1. In: Journal of the American Chemical Society. 62, Nr. 2, 1940, S. 441–444, doi:10.1021/ja01859a055.
- Ian Fleming: Grenzorbitale und Reaktionen organischer Verbindungen. (= Frontier orbitals and organic chemical reactions.) 1. Auflage, korrigierter Nachdr., VCH, Weinheim 1988, ISBN 3-527-25792-6.
- T. H. Lowry, K. S. Richardson Mechanismen und Theorie in der Organischen Chemie. Verlag Chemie, Basel 1980, ISBN 3-527-25795-0, S. 735 ff.